# Ruta Escultórica del Acero y del Cemento
De Ruta Escultórica del Acero y del Cemento is een beeldenroute in de hoofdstad Monterrey van de deelstaat Nuevo León in Mexico.
De beeldenroute bestaat uit negen monumentale sculpturen van Mexicaanse en internationale beeldhouwers, heeft een lengte van negen kilometer en loopt van het Parque Lineal naar de Río Santa Catarina. De route werd in 2009 voltooid.

## Werken
- Serpiente (1953) van Mathias Goeritz (Mexico) (geplaatst 2007)
- Luna (2007) van Oscar Niemeyer (Brazilië)
- Destino van Bruce Beasley (Verenigde Staten)
- Evanesce (2009)[1] van Albert Paley (Verenigde Staten)
- Desafío[2] (2007) van Ahmed Nawar (Egypte)
- La Espiral[3] van Agueda Lozano (Mexico)
- Mirada van José María Sirvent (Spanje)
- Torsión 4 van Julio Le Parc (Argentinië)
- La Nube (2007) van Jorge Elizondo (Mexico)

## Fotogalerij

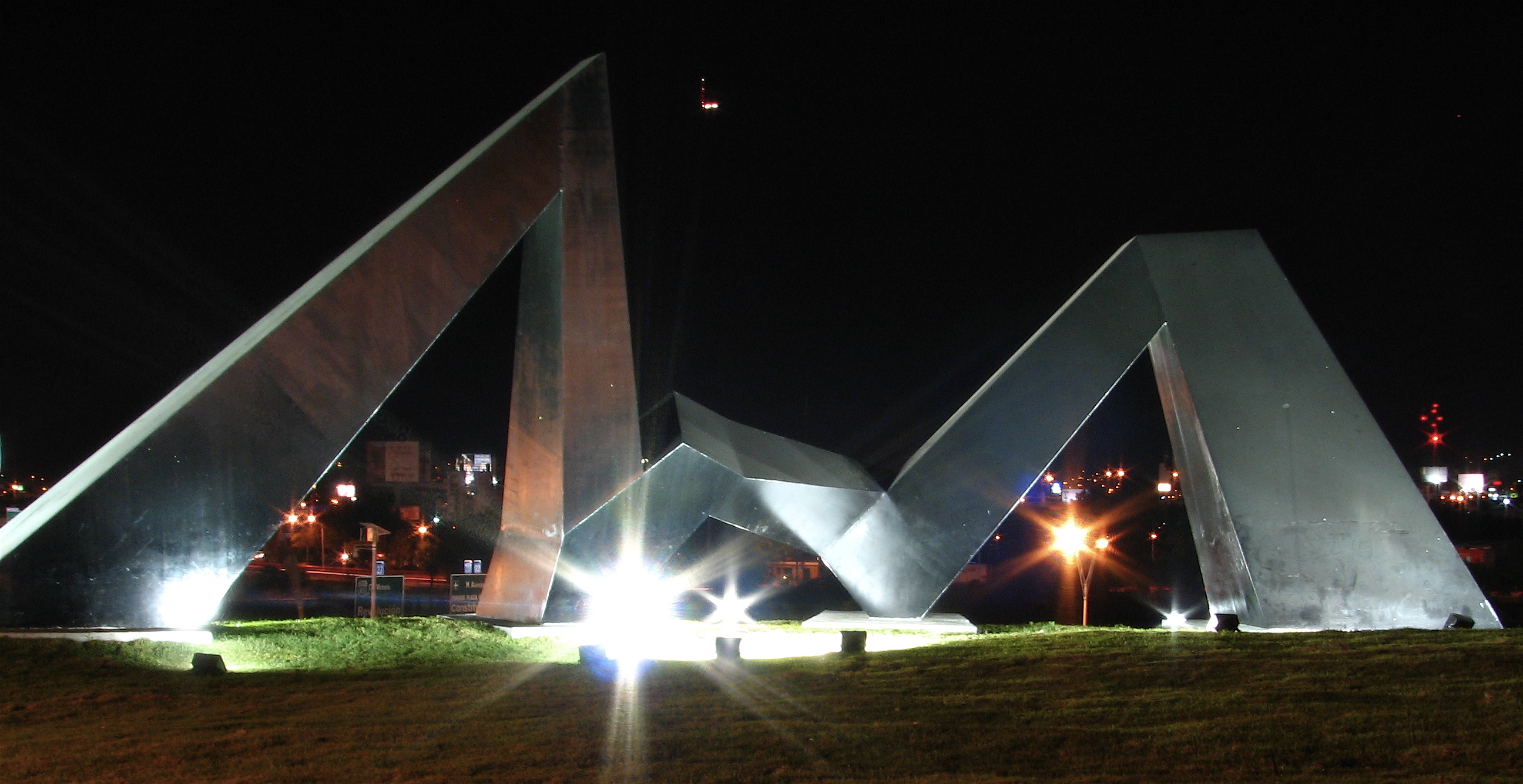
Serpiente